# With the Beatles
With the Beatles je drugi studijski album skupine The Beatles, izdan 22. novembra 1963 pri založbi Parlophone in posnet štiri mesece po njihovem prvem albumu Please Please Me. Album vsebuje 14 skladb, od tega 7 skladb, ki sta jih skupaj napisala Paul McCartney in John Lennon. Album vsebuje tudi prvo Harrisonovo avtorsko skladbo »Don't Bother Me«.

## Seznam skladb
Vse pesmi je napisal in uglasbil dvojec McCartney–Lennon, razen kjer je posebej napisano.
| Stran 1 | Stran 1                                                                                                   | Stran 1 |
| Št.     | Naslov | Dolžina |
| ------- | --- | ------- |
| 1.      | „It Won't Be Long‟                                                                                        | 2:13    |
| 2.      | „All I've Got to Do‟                                                                                      | 2:03    |
| 3.      | „All My Loving‟                                                                                           | 2:08    |
| 4.      | „Don't Bother Me‟ (George Harrison)                                                                       | 2:28    |
| 5.      | „Little Child‟                                                                                            | 1:46    |
| 6.      | „Till There Was You‟ (Meredith Willson)                                                                   | 2:14    |
| 7.      | „Please Mister Postman‟ (Georgia Dobbins, William Garrett, Freddie Gorman, Brian Holland, Robert Bateman) | 2:34    |

| Stran 2 | Stran 2                                                    | Stran 2 |
| Št.     | Naslov                                                     | Dolžina |
| ------- | ---------------------------------------------------------- | ------- |
| 1.      | „Roll Over Beethoven‟ (Chuck Berry)                        | 2:45    |
| 2.      | „Hold Me Tight‟                                            | 2:32    |
| 3.      | „You've Really Got a Hold on Me‟ (Smokey Robinson)         | 3:01    |
| 4.      | „I Wanna Be Your Man‟                                      | 1:59    |
| 5.      | „Devil in Her Heart‟ (Richard Drapkin)                     | 2:26    |
| 6.      | „Not a Second Time‟                                        | 2:07    |
| 7.      | „Money (That's What I Want)‟ (Janie Bradford, Berry Gordy) | 2:49    |

## Zasedba

### The Beatles
- John Lennon – vokal, kitara, orglice, Hammond orgle, tamburin
- Paul McCartney – vokal, bas kitara, klavir
- George Harrison – vokal, kitara
- Ringo Starr – bobni, tolkala, vokal

### Dodatni glasbeniki
- George Martin – klavir